# Небылицкий, Борис Рудольфович
Бори́с Рудо́льфович Небыли́цкий (15 [28] августа 1909, Мелитополь, Таврическая губерния — 6 ноября 1972, Москва) — советский оператор и режиссёр документального кино, фронтовой кинооператор в годы Великой Отечественной войны. Заслуженный деятель искусств РСФСР (1965), лауреат двух Сталинских (1942, 1951) и Государственной премии СССР (1969).

## Биография
Родился в Мелитополе (ныне — Украина) в еврейской семье. В 1913 году потерял отца, а после смерти матери в 1920 был взят на воспитание семьёй дальних родственников из Харькова. В 1924 году окончил харьковскую среднюю школу № 7, там же в Харькове продолжил обучение в химической школе № 4, которую окончил в 1926 году, получив специальность фотохимика. С 1926 года работал фотолаборантом и библиотекарем в Одесском фотосообществе. В 1927 году был оператором одесского кружка кинолюбителей.
В 1928 году стал оператором отдела хроники московской фабрики культурфильмов «Совкино» (впоследствии — студия «Союзкинохроника»). В июле 1931 года был назначен руководить Минской студией кинохроники, включённой в состав всесоюзного треста «Союз-кинохроника». С ноября 1931 года по январь 1933 года служил в Красной армии, затем вновь на «Союзкинохронике» (с 1936 года — Московская студия кинохроники). В 1934 году возглавил киноэкспедицию на Дальний Восток. Работал в жанре кино-портрета людей труда. Был тарифицирован как оператор кинохроники высшей категории.
Как офицер запаса, с началом Великой Отечественной войны был мобилизован в 174-й гаубичный артиллерийский полк 5-й стрелковой дивизии, вскоре по ходатайству Комитета по делам кинематографии при СНК СССР в сентябре 1941 года был переведён во фронтовую киногруппу, снимавшую боевые действия Битвы за Москву. Участвовал в создании киножурналов «На защиту родной Москвы № 2» и «На защиту родной Москвы № 5».
С апреля 1942 года приказом по Центральной студии кинохроники был назначен начальником киногруппы Калининского фронта. Но из-за возникших разногласий с руководством в феврале 1943 года был снят с должности, в боевой характеристике отмечалось: «Трудно сживается с коллективом, всегда старается работать в одиночку, боится, чтобы никто из операторов „не перехватил“ лучшего материала».
С мая 1943 года — оператор киногруппы Западного, с августа 1944-го — 3-го Белорусского, с апреля 1945-го — 3-го Украинского фронта. Окончание войны встретил в Австрии, где работал над фильмом «На австрийской земле» (1946).
С октября 1945 года вновь на ЦСДФ. В период 1961—1965 годов руководил 1-м творческим объединением студии.
Автор книги «Репортаж о кинорепортаже» (1962).
Член ВКП(б) с 1941 года, член Союза кинематографистов СССР с 1957 года, член Союза журналистов СССР с 1961 года.
Урна с прахом захоронена в колумбарии Донского кладбища.

### Семья
Родители заключили брак в Екатеринославе 14 октября 1908 года.
- отец — Рувим Борохович-Евсеевич Небылицкий (1883—1913), мелитопольский купеческий сын, бухгалтер[1];
- мать — Хана-Ита Берко-Мордуховна Небылицкая (урождённая Нохотович; 1885—1920), екатеринославская мещанка, домохозяйка;
- жена — Нина Петровна Небылицкая (урождённая Кочаровская; 1907—1972);

- сын — Евгений Борисович Небылицкий (1938—1999), кинооператор неигрового кино;
- дочь — Татьяна Борисовна Савицкая (род. 1948), журналист.

## Фильмография
Оператор
- 1930 — 13-й Октябрь
- 1930 — На переломе
- 1930 — Олимпиада искусств народов СССР (совместно с Б. Игнатовичем, Д. Дебабовым)
- 1930 — Первомай
- 1934 — Высота 22 тысячи (в соавторстве)
- 1934 — Колыма
- 1934 — Праздник народа
- 1935 — День авиации (в соавторстве)
- 1935 — Счастливая юность (в соавторстве)
- 1936 — Дуся и Маруся Виноградовы
- 1936 — За Саянским хребтом
- 1936 — Метромост
- 1936 — Молодая Тувинская республика
- 1936 — Наш выигрыш (совместно с Д. Салютиным)
- 1936 — Наш Горький (в соавторстве)
- 1936 — Праздник весны социализма
- 1936 — Праздник Тувы
- 1937 — Доклад т. Сталина И. В. на VIII чрезвычайном съезде Советов о проекте Конституции (в соавторстве)
- 1937 — Долина роз
- 1937 — Домик Чайковского
- 1937 — Сокровищница фарфора
- 1937 — Сыны трудового народа (в соавторстве)
- 1938 — Наша Москва (совместно с М. Кауфманом, А. Сологубовым)
- 1938 — Цветущая молодость (в соавторстве)
- 1939 — Могучий поток (совместно с М. Каюмовым)
- 1940 — Большое дело
- 1940 — День нового мира (в соавторстве)
- 1940 — Дом-музей П. И. Чайковского
- 1940 — Павильон Армении (совместно с В. Соловьёвым, Э. Тросманом)
- 1941 — Машинист Лунин
- 1942 — День войны (в соавторстве)
- 1942 — Разгром немецких войск под Москвой (в соавторстве)
- 1943 — 25 лет комсомола
- 1943 — Орловская битва (в соавторстве)
- 1944 — Конвоирование военнопленных немцев через Москву (спецвыпуск; в соавторстве)
- 1944 — Москва сегодня (совместно с Р. Халушаковым, С. Семёновым, В. Лезерсон)[10]
- 1945 — XXVIII Октябрь (в соавторстве)
- 1945 — Освобождение Варшавы (в соавторстве)
- 1946 — 1 Мая (цветной вариант; в соавторстве)
- 1946 — В Северной Корее (спецвыпуск; совместно с Т. Бунимовичем, А. Кушешвили, П. Русановым)
- 1946 — На австрийской земле (в соавторстве)
- 1947 — 1 Мая (ч/б вариант; в соавторстве)
- 1947 — В день выборов (в соавторстве)
- 1947 — День победившей страны (в соавторстве)
- 1947 — Северная Корея (совместно с Т. Бунимовичем, А. Кушешвили, П. Русановым)
- 1947 — Слава Москве (в соавторстве)
- 1947 — Советская Латвия (в соавторстве)
- 1948 — 1 Мая (в соавторстве)
- 1948 — XXXI Октябрь (в соавторстве)
- 1948 — День воздушного флота СССР (в соавторстве)
- 1949 — 1 Мая (цветной вариант; в соавторстве)
- 1949 — XXXII Октябрь (в соавторстве)
- 1949 — Слава труду (в соавторстве)
- 1950 — Советский Казахстан (совместно с М. Аранышевым, И. Гитлевичем, Г. Рейсгофом, А. Фроловым, И. Чикноверовым)
- 1950 — Сталевары
- 1951 — Первое мая 1951 г. (в соавторстве)
- 1952 — Волго-Дон (в соавторстве)
- 1952 — Открытие Волго-Донского судоходного канала имени В. И. Ленина (в соавторстве)
- 1953 — Великое прощание (не вышел на экраны; в соавторстве)
- 1953 — Встречи на Волге (совместно с И. Сокольниковым, Р. Халушаковым)
- 1953 — Гусь-Хрустальный (совместно с Г. Епифановым)
- 1953 — Дружественные встречи (в соавторстве)
- 1953 — Советская женщина (в соавторстве)
- 1954 — Пробуждённая степь (совместно с В. Комаровым)[11]
- 1955 — Год спустя (совместно с И. Греком)
- 1955 — У новогодней ёлки (совместно с С. Семёновым)
- 1956 — Мастера венгерской оперетты (совместно с В. Цитроном)
- 1956 — Неделя итальянского кино (в соавторстве)
- 1956 — О Москве и москвичах (совместно с Д. Каспием, Р. Халушаковым, С. Медынским)
- 1956 — Пребывание в СССР премьер-министра и министра иностранных дел Дании Х. К. Хансена (в соавторстве)
- 1956 — Президент Сирии в СССР (совместно с И. Бессарабовым)
- 1956 — Французские социалисты в СССР (совместно с А. Кричевским)
- 1957 — Крепнет советско-чехословацкая дружба (в соавторстве)
- 1957 — Москва ждёт гостей
- 1957 — Мы подружились в Москве (совместно с И. Бессарабовым)
- 1957 — Солдаты Родины (в соавторстве)
- 1958 — Гости из Монголии в СССР (совместно с П. Опрышко)
- 1959 — На просторах океанов (в соавторстве)
- 1960 — Они учатся в СССР (в соавторстве)
- 1961 — Так строят москвичи (в соавторстве)
- 1962 — Рукопожатие через Балтику
- 1965 — Автар Сингх и его друзья (в соавторстве)
- 1965 — Индийская новь (СССР — Индия; в соавторстве)
- 1965 — Москвичи в сорок первом (совместно с В. Копалиным)
- 1965 — Плоды нашей дружбы (в соавторстве)
- 1966 — Письма с Сайменского канала (совместно с А. Истоминым)
- 1967 — Будапешт в субботу и воскресенье
- 1968 — Верность интернационализму (в соавторстве)
- 1968 — Во имя социализма, дружбы и мира (в соавторстве)
- 1968 — Отпор врагам социализма (в соавторстве)
- 1969 — Союз оружия и сердец (в соавторстве)

Режиссёр
- 1933 — «Садко» поднят
- 1934 — Колыма
- 1935 — Славное пополнение
- 1936 — Дуся и Маруся Виноградовы
- 1936 — За Саянским хребтом
- 1936 — Метромост
- 1936 — Молодая Тувинская республика
- 1936 — Праздник Тувы
- 1937 — Долина роз
- 1937 — Домик Чайковского
- 1937 — Москва
- 1940 — Большое дело
- 1940 — Дом-музей П. И. Чайковского
- 1940 — Павильон Армении
- 1941 — Машинист Лунин
- 1944 — Москва сегодня
- 1946 — На австрийской земле
- 1947 — Северная Корея (совместно с М. Славинской)
- 1950 — Сталевары
- 1953 — Гусь-Хрустальный
- 1954 — Пробуждённая степь
- 1955 — Год спустя
- 1957 — Москва ждёт гостей
- 1958 — Мы живём в Минске
- 1959 — На просторах океанов
- 1959 — Пора большого новоселья
- 1960 — За технический прогресс
- 1960 — Они учатся в СССР
- 1960 — Рассказ иракского студента
- 1961 — Так строят москвичи
- 1962 — Окна в жизнь
- 1962 — Рукопожатие через Балтику
- 1963 — Великая сила дружбы и братства (совместно с Е. Залкинд)
- 1963 — Встречи в Югославии (совместно с Е. Залкинд)
- 1963 — Огни московского метро
- 1964 — Здравствуй, Первомай!
- 1965 — Автар Сингх и его друзья
- 1965 — Индийская новь (СССР — Индия; совместно с С. Шастри)
- 1965 — Москвичи в сорок первом (совместно с Р. Григорьевым)
- 1965 — Плоды нашей дружбы (СССР — Индия; совместно с А. Тирумалаем)
- 1966 — Письма с Сайменского канала
- 1966 — Сентябрь на Балатоне
- 1967 — Будапешт в субботу и воскресенье
- 1967 — Народа верные сыны
- 1968 — Дружбой рождённый
- 1968 — Народы мира с Вьетнамом
- 1968 — Служу Советскому Союзу (совместно с В. Бойковым)
- 1969 — Революционный держим шаг
- 1969 — Союз оружия и сердец
- 1970 — Большой визит (совместно с В. Катаняном)
- 1970 — Великий подвиг (совместно с Р. Григорьевым)[12]
- 1970 — Президент Гамаль Абдель Насер в Москве
- 1971 — Звёзды фигурного катания
- 1971 — Премьер-министр Индии в СССР
- 1971 — Стрела стратосферы
- 1971 — Только одна смена
- 1972 — XV съезд профсоюзов СССР. Планы партии претворим в жизнь (спецвыпуск № 3)
- 1972 — Самолётами «Аэрофлота» через Атлантику
- 1973 — Серебряные крылья (совместно с В. Бойковым, А. Воронцовым)[13]
- 1973 — Як-40

Сценарист
- 1946 — На австрийской земле (совместно с Е. Габриловичем)
- 1953 — Гусь-Хрустальный
- 1954 — Пробуждённая степь
- 1955 — Год спустя
- 1961 — Так строят москвичи (совместно с Е. Козыревым)
- 1963 — Огни московского метро (совместно с Е. Козыревым)
- 1964 — Будущее создаётся сегодня (совместно с Е. Козыревым)
- 1965 — Москвичи в сорок первом (совместно с Р. Григорьевым)
- 1966 — Письма с Сайменского канала
- 1966 — Сентябрь на Балатоне
- 1967 — Народа верные сыны (совместно с Е. Воробьёвым)
- 1968 — Дружбой рождённый
- 1969 — Революционный держим шаг (совместно с Я. Немешом)
- 1971 — Только одна смена

## Награды и премии
- орден «Знак Почёта» (23 мая 1940) — за фильм «Могучий поток»[14][6]
- Сталинская премия первой степени (11 апреля 1942) — за фильм «День нового мира» (1940)[6][15]
- орден Красной Звезды (2 октября 1943)[16]
- медаль «За оборону Москвы» (1944)[3]
- медаль «За освобождение Варшавы» (1945)[3]
- медаль «За взятие Вены» (1945)[3]
- медаль «За победу над Германией в Великой Отечественной войне 1941—1945 гг.» (1945)[3]
- Сталинская премия третьей степени (14 марта 1951) — за фильм «Слава труду» (1950)[6]
- Государственная премия СССР (1969) — за фильмы «Служу Советскому Союзу» (1968) и «Народа верные сыны» (1967)
- заслуженный деятель искусств РСФСР (26 ноября 1965)[17]